# Ракс-клоти

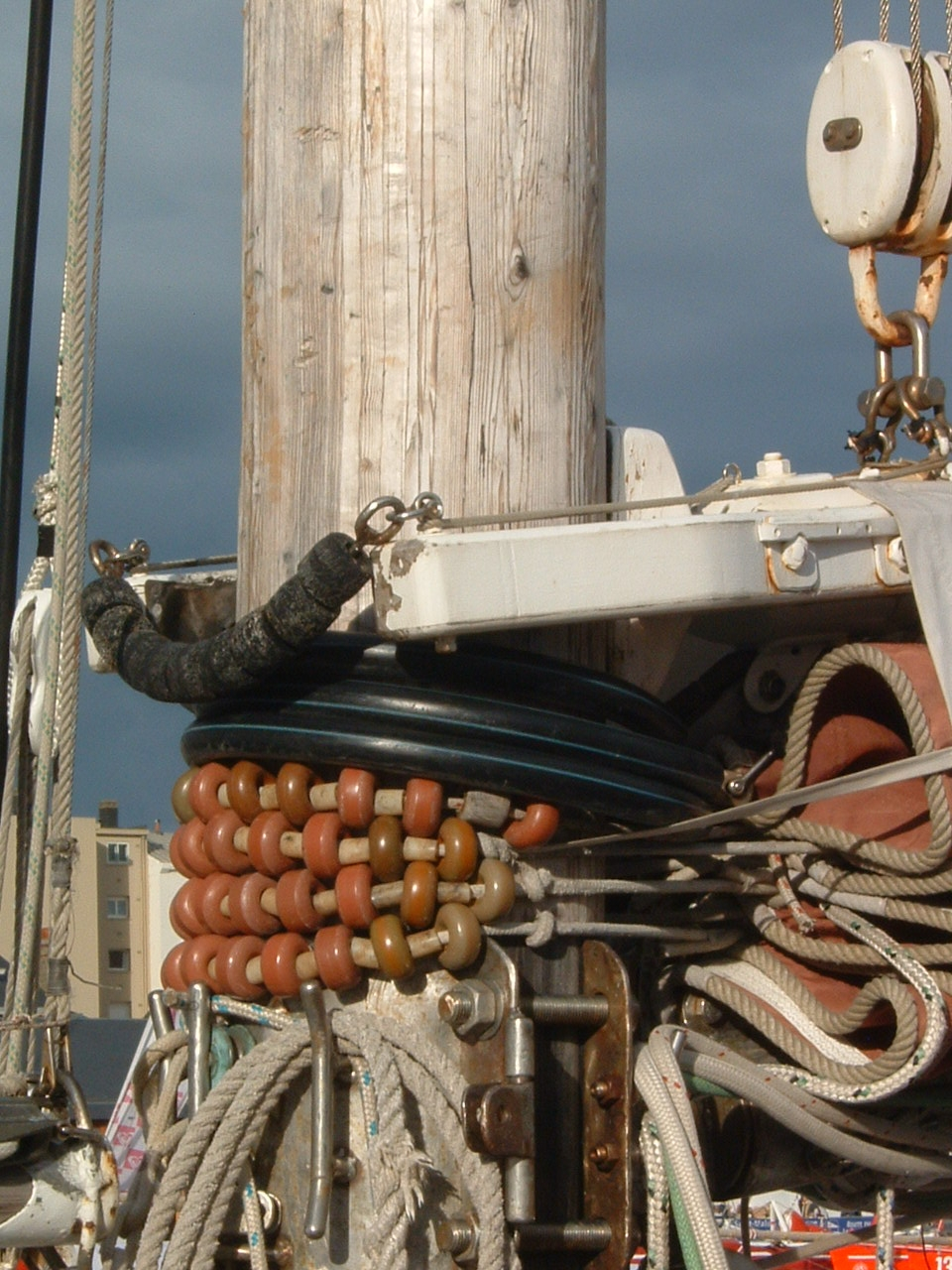
Ракстов п'яти гафеля (чорний), звичайні сегарси (чорні) і сегарси з ракс-клотами (коричневі)

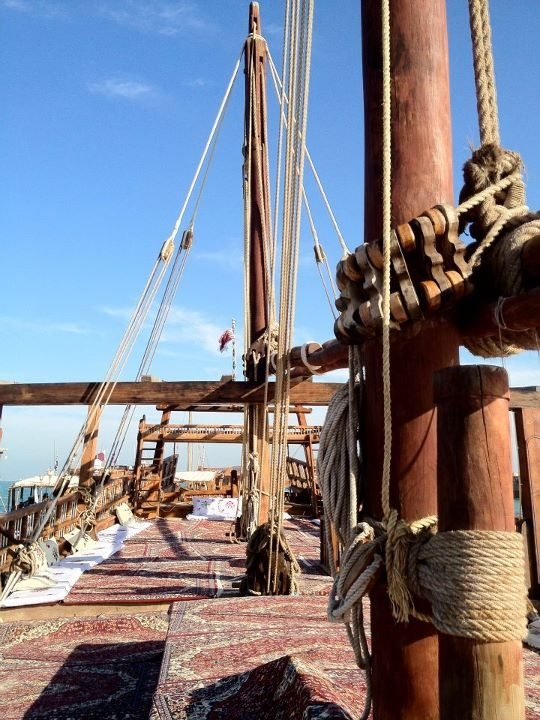
Ракс-клоти, що утримують рейок на традиційному арабському дау

Ракс-клоти (нід. rak-klooten — «кульки ракса, кульки кільця») — елемент рухомого такелажу вітрильного судна, нанизані на трос (строп) кульки з отворами. Завдяки такій конструкції строп працює як вальниця, зменшуючи тертя, і водночас уможливлюючи вільний рух рангоутного дерева (вітрила). Використовуються для ракстовів, кулькових сегарсів, а також для ракса спінакера, надітого на штаг поверх згорнутого патент-рифом стакселя (для кріплення галсового кута і галса); історично — у тросових бейфутах.
Ракстов служить для з'єднання вусів п'яти гафеля і складається з ракс-троса з почергово нанизаними ракс-клотами і ракс-слізами (короткими трубками). При підйомі гафельного вітрила ракс-клоти зменшують тертя.
Відрізки троса з ракс-клотами і ракс-склізами використовуються і для кріплення передньої шкаторини косого вітрила до щогли замість дерев'яних і металевих сегарсів.
Від ракс-клотів слід відрізняти ракси — пересувні кільця на штагах для кріплення кліверів і стакселів.